# 児島湾

児島湖および児島湾の航空写真。締切堤防より東側が児島湾、西側が児島湖である。国土交通省 「国土画像情報（カラー空中写真）」を基に作成。

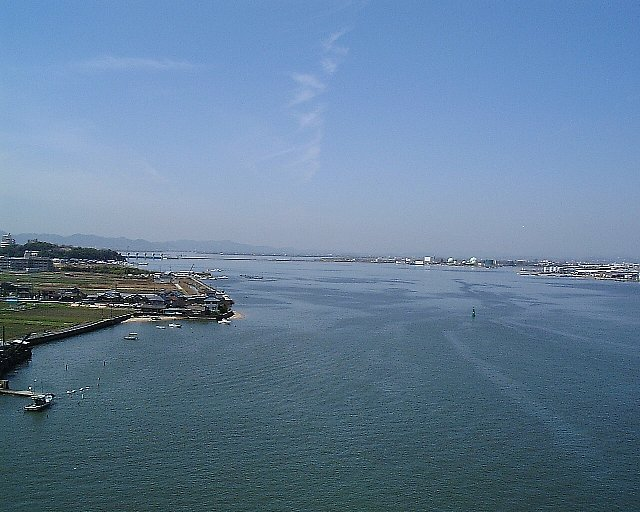
児島湾大橋から西望

児島湾（こじまわん）は、岡山市にある湾。瀬戸内海の一部である。西側の一部は、締切堤防によって淡水湖の児島湖となった。江戸時代～明治時代の干拓事業により、江戸時代以前に比べ湾の大きさはかなり小さくなっている。東経134度線が通る。これに対し、旧児島湾は締切堤防建設前の児島湾漁業および漁具に関する調査を民俗学研究家湯浅照弘がまとめた著書で使用した呼称。現在の岡山市南区が感潮域であった時代から締切堤防建設中の沿岸環境を指している。

## 歴史

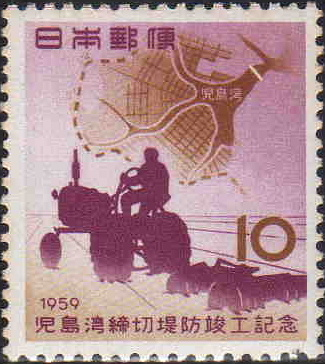
児島湾締切堤防竣工記念切手

約6000年前に現在の瀬戸内海の海岸線ができ、その後徐々に現れた沖積平野周辺では奈良時代には開墾が始まったと推定される。児島湾が児島半島、現在の倉敷市、岡山市に囲まれる形状の湾となったのは1618年（元和4年）前後である。それまでは中ツ海と呼ばれた東側と水島灘が繋がる水道であった。

### 干拓事業
1581年（天正9年）の宇喜多氏による開墾から干拓の規模が大きくなり始め、江戸から明治時代へ移行期に、奉還武士に与えるための土地が干拓によって造成された（興除新田）。児島湾の縮小化が加速し始めたのはこの頃からである。
1912年（明治45年）、児島湾干拓の第2区1097町歩が完成。村制が施行され児島郡藤田村（現:岡山市）が発足する。
第二次世界大戦で干拓事業は一時中断したが、戦後再開した工事は1956年（昭和31年）に児島湾締切堤防の完成によって干拓事業自体は終了する。児島湾締切堤防の完成後に堤防の東側に残る海域が現在児島湾と呼ばれている約2000haの海域である。
1899年から1904年までの干拓事業で使われた7カ所の樋門と干拓堤防は2006年に土木学会選奨土木遺産に選ばれる。
干拓工事や当時の生活に関する貴重な写真が岡山県立興陽高等学校に所蔵されており、岡山県立図書館のデジタル岡山大百科のコンテンツとしても掲載されている。

## 湾内の港
- 岡山港
- 新岡山港
- 九蟠港

## 橋梁
- 児島湾大橋：1983年完成。

## 流入する河川
- 旭川
- 百間川
- 吉井川

## 発行物
- 1959年2月1日、児島湾締切堤防竣工の額面10円の記念切手が発行されている。